# 中国农业科学院棉花研究所
中国农业科学院棉花研究所是中华人民共和国的一所棉花研究机构，是中国农业科学院直属事业单位，位于河南省安阳市。